# Žagubica
Žagubica (serbocroata cirílico: Жагубица) es un municipio y pueblo de Serbia perteneciente al distrito de Braničevo del este del país.
En 2011 tenía 12 737 habitantes, de los cuales 2584 vivían en el pueblo y el resto en las 17 pedanías del municipio. La mayoría de la población se compone de serbios (9024 habitantes), existiendo una importante minoría de valacos (2811 habitantes).
Se ubica unos 50 km al sureste de Požarevac, en el entorno de los montes Homolje.

## Pedanías
Junto con Žagubica, pertenecen al municipio las siguientes pedanías:
- Bliznak
- Breznica (Žagubica)
- Izvarica
- Jošanica
- Krepoljin
- Krupaja
- Laznica
- Lipe (Žagubica)
- Medveđica
- Milanovac (Žagubica)
- Milatovac
- Osanica
- Ribare
- Selište
- Sige
- Suvi Do
- Vukovac